# Día del Bandoneón

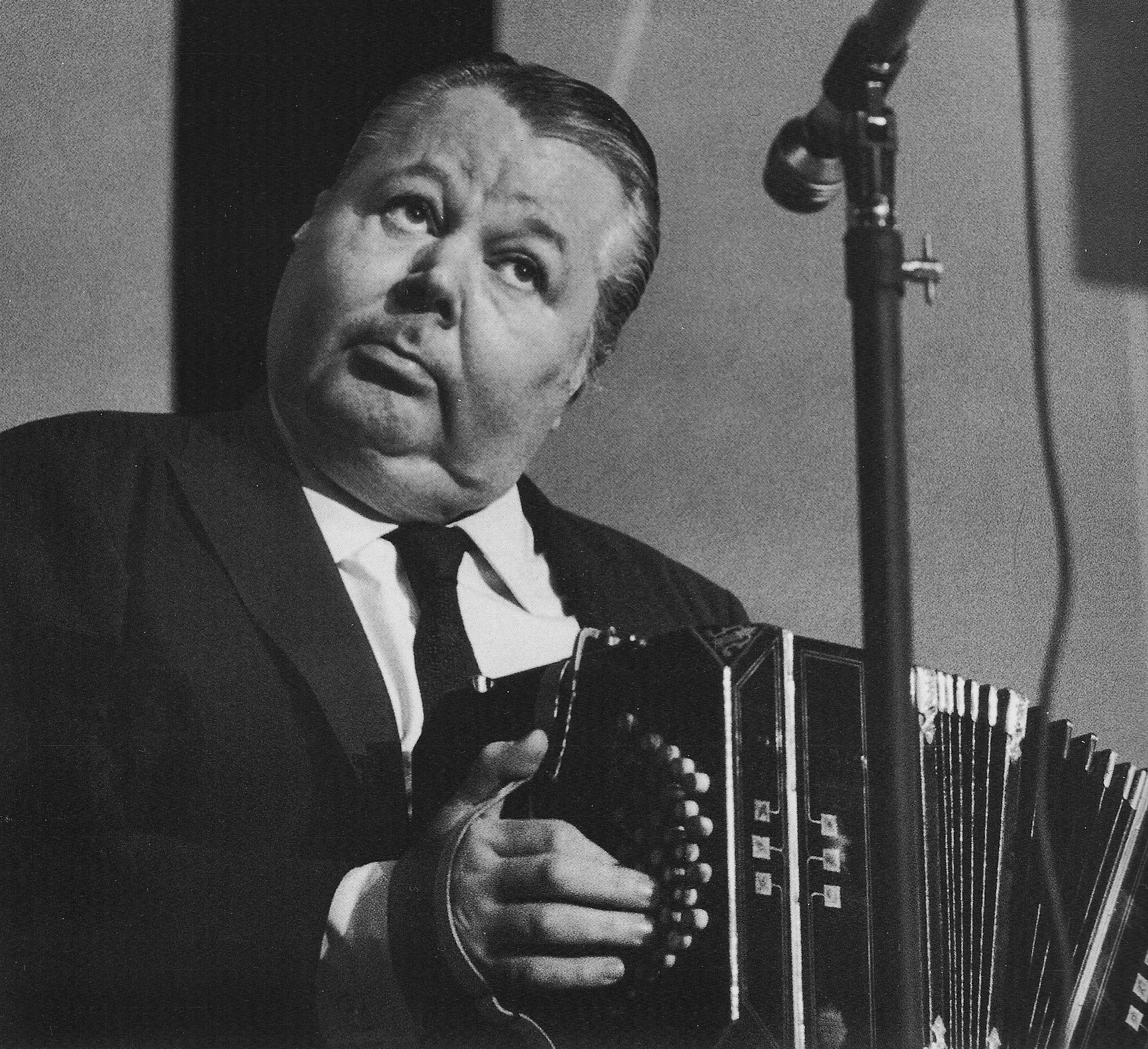
Aníbal Troilo en 1971.

El Día del Bandoneón se conmemora el  11 de julio de cada año en la Argentina. Esta fecha fue elegida por ser la del nacimiento de quien se considera el "Bandoneón Mayor de Buenos Aires", el maestro Aníbal Troilo.

## Detalles de la ley

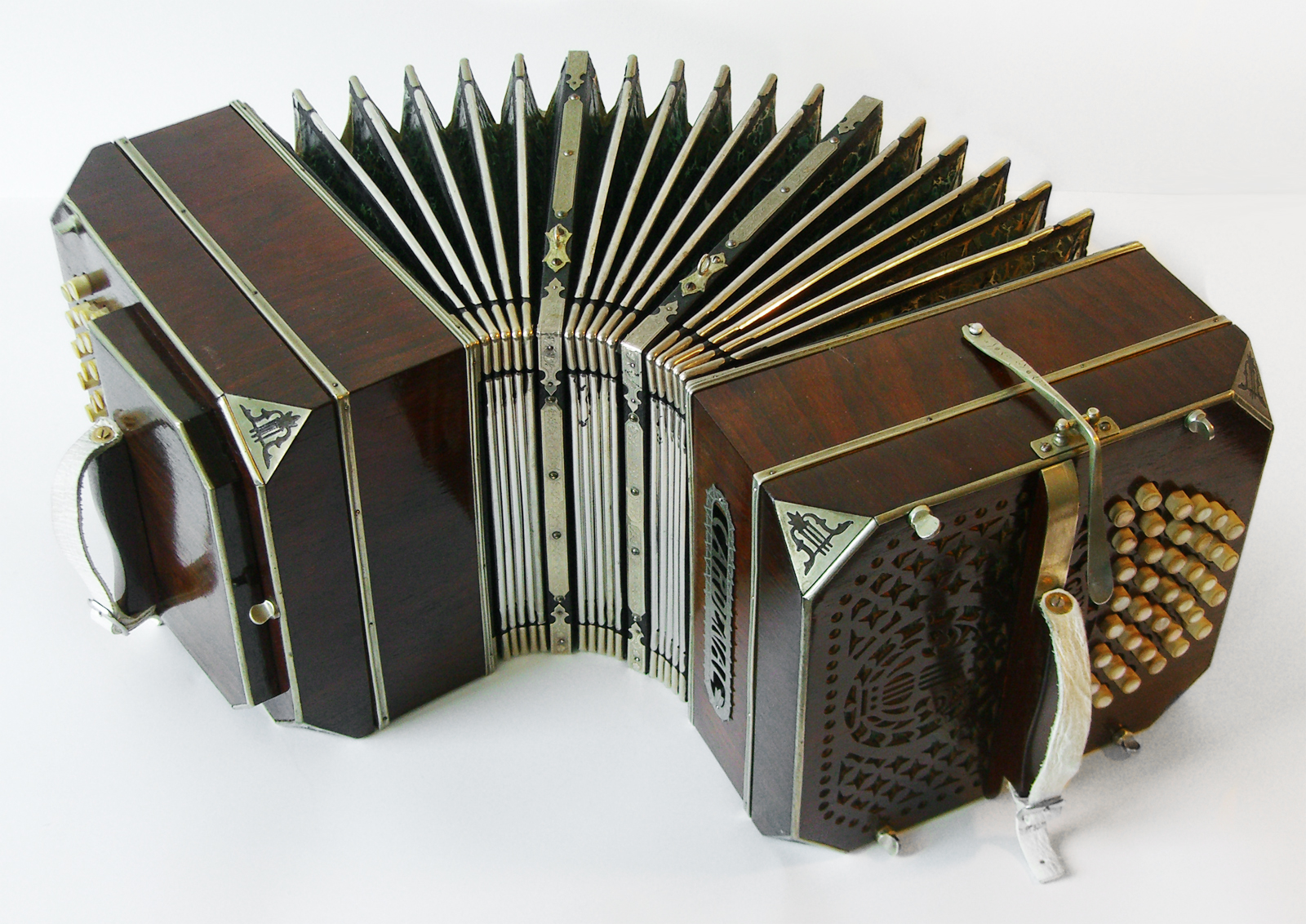
Bandoneón alemán marca Cardenal, abierto, curvado, mostrando el fuelle.

El 13 de abril de 2000 la Ciudad de Buenos Aires había sancionado la ley 366 que decretaba esa fecha como Día del Bandoneón. El 11 de julio de 2005, el Congreso de la Nación Argentina declaró esa fecha como Día Nacional del Bandoneón mediante la ley 26.035, sancionada el 18 de mayo de 2005. Los propulsores de esta ley fueron Francisco Torné, nieto de Zita Troilo, y el poeta Horacio Ferrer, amigo del músico y presidente de la Academia Nacional del Tango.

## Motivo de la elección de la fecha
Aníbal Carmelo Troilo, alias Pichuco, nació en Buenos Aires el 11 de julio de 1914 y fue un distinguido bandoneonista, compositor, director de orquesta de tango. Su orquesta comenzó a experimentar con nuevas sonoridades y temáticas. Por todo esto fue que la fecha de su nacimiento conmemora el día del bandoneón.